# Pole Position (système d'arcade)
Pour les articles homonymes, voir Pole position (homonymie).
Le Pole Position est un système d'arcade, destiné aux salles d'arcade, créé par la société Namco en 1982.

## Description
Namco produit encore un nouveau jeu culte de l'arcade, Pole Position sur le système portant le même nom.
Le système est composé de deux plaques de circuit imprimé, une supportant la partie processeur et l'autre la vidéo. C'est un matériel particulier où le processeur central est un classique Zilog Z80, mais là où diffère ce système, c'est qu'il utilise deux processeurs secondaires pour aider le principal, mais également gérer le son par un de ces deux processeurs secondaires. Le système utilise également trois Fujitsu MB8843 et un Fujitsu MB8844. Des circuits électroniques discrets produisent également du son et les contrôles sont gérés par une puce supplémentaire : Namco Custom,. 
Encore une fois, Namco tient un hit planétaire, ce jeu proposant une vue arrière permettant de dévaler la (célèbre) Fuji Speedway n'avait jamais été vu.

## Spécifications techniques

### Processeurs
- Processeur central : Zilog Z80 cadencé à 3,072 MHz
- Processeurs secondaires :
  - 2 × Zilog Z8002 cadencé à 3,072 MHz
  - 3 × Fujitsu MB8843 cadencé à 1,536 MHz
  - Fujitsu MB8844 cadencé à 1,536 MHz

### Affichage
- Résolution : 256 × 224
- Palette de 3840 couleurs

### Audio
- Puce audio : Namco Custom cadencée à 0,096 MHz
- Circuit discret
- Capacité audio : Mono

## Liste des jeux
| Titre            | Développeur | Éditeur | Système       | Genre | Date |
| ---------------- | ----------- | ------- | ------------- | ----- | ---- |
| Pole Position    | Namco       | Namco   | Pole Position |       | 1982 |
| Pole Position II | Namco       | Namco   | Pole Position |       | 1983 |